# Kattunga socken
Kattunga socken i Västergötland ingick i Marks härad, uppgick 1926 i Surteby-Kattunga socken och området ingår sedan 1971 i Marks kommun, från 2016 inom Surteby-Kattunga distrikt.
Socknens areal var 18,36 kvadratkilometer varav 16,39 land. År 1909 fanns här 449 invånare.  En del av tätorten Björketorp ligger i socknen. Sockenkyrkan är sedan 1820-talet Surteby kyrka som delas med Surteby socken och ligger i den socknen.   

## Administrativ historik
Socknen har medeltida ursprung.
Vid kommunreformen 1862 övergick socknens ansvar för de kyrkliga frågorna till Kattunga församling och för de borgerliga frågorna bildades Kattunga landskommun. Landskommunen uppgick 1926 i Surteby-Kattunga landskommun. Församlingen uppgick 1926 i Surteby-Kattunga församling. Även jordebokssocken gick samman med Kattunga och bildade Surteby-Kattunga socken.
1 januari 2016 inrättades distriktet Surteby-Kattunga, med samma omfattning som Surteby-Kattunga församling hade 1999/2000 och fick 1926, och vari detta sockenområde ingår.
Socknen har tillhört län, fögderier, tingslag och domsagor enligt vad som beskrivs i artikeln Marks härad. De indelta soldaterna tillhörde Älvsborgs regemente, Marks kompani.

## Geografi
Kattunga socken ligger nordost om Varberg kring Viskan. Socknen har odlingsbygd utmed ån och är i övrigt en skogsbygd.

## Fornlämningar
Boplatser och hällkistor från stenåldern är funna. Från bronsåldern finns gravrösen.